# 巴奇 (朗德省)
巴奇（法語：Baigts，法語發音：[batʃ]）是法国朗德省的一个市镇，属于达克斯区。

## 地理
巴奇（43°41'11"N, 0°47'29"W）面积11.64 平方千米，位于法国新阿基坦大区朗德省，该省份为法国西南部沿海省份，是法國本土面积第二大的省，北起吉倫特省，西临大西洋，南至大西洋比利牛斯省，东临热尔省，东北与洛特-加龍省接壤。
与巴奇接壤的市镇（或旧市镇、城区）包括：科佩讷、栋扎克、日布雷、拉奥斯、沙洛斯地区蒙福尔、努斯。

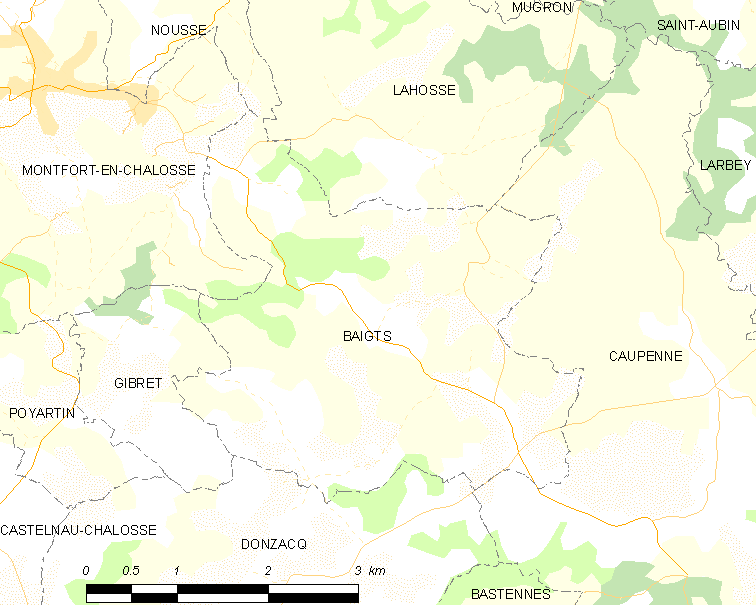
的OSM定位图

巴奇的时区为UTC+01:00、UTC+02:00（夏令时）。

## 行政
巴奇的邮政编码为40380，INSEE市镇编码为40023。

## 政治
巴奇所属的省级选区为沙洛斯山坡县。

## 人口

1962-2008年间人口变化图示

巴奇于2022年1月1日时的人口数量为333人。